# Nikołaj Rodionow
Nikołaj Nikołajewicz Rodionow ros. Никола́й Никола́евич Родио́нов (ur. 30 kwietnia 1915 we wsi Czerń w obwodzie tulskim, zm. 28 stycznia 1999 w Moskwie) – radziecki działacz partyjny i państwowy, zastępca ministra spraw zagranicznych ZSRR (1970-1978).
Pochodził z rodziny robotnika, w 1941 ukończył Moskiewski Instytut Stali i podjął pracę w kombinacie metalurgicznym w Magnitogorsku. Od 1948 był funkcjonariuszem partyjnym w Leningradzie, w latach 1954-1956 II sekretarzem Komitetu Miejskiego KPZR w Leningradzie, a od 1956 do 24 grudnia 1957 II sekretarzem Komitetu Obwodowego KPZR w Leningradzie. Od 24 grudnia 1957 do 8 stycznia 1960 był I sekretarzem Komitetu Miejskiego KPZR w Leningradzie, od 19 stycznia 1960 do 26 grudnia 1962 II sekretarzem KC Komunistycznej Partii Kazachstanu. W latach 1962–1965 był zastępcą przewodniczącego Leningradzkiego Sownarchozu, od 29 października 1965 do 28 lipca 1970 I sekretarzem Komitetu Obwodowego KPZR w Czelabińsku, od sierpnia 1970 do 16 maja 1978 zastępcą ministra spraw zagranicznych ZSRR, od 16 maja 1978 do 27 maja 1986 ambasadorem ZSRR w Jugosławii. Od 31 października 1961 do 29 marca 1966 był kandydatem na członka, a od 8 kwietnia 1966 do 25 lutego 1986 członkiem KC KPZR. Deputowany do Rady Najwyższej ZSRR od 5 do 9 kadencji. Od 1986 był na emeryturze.

## Odznaczenia
- Order Lenina (trzykrotnie)
- Order Rewolucji Październikowej
- Order Czerwonej Gwiazdy (dwukrotnie)

I medale.